# Aeroportul Internațional Roshchino
Aeroportul Internațional Roshchino (IATA: TJM, ICAO: USTR) este un aeroport din Tiumen, Tyumen Urban Okrug⁠(d), Regiunea Tiumen, Rusia ce deservește zona Tiumen. Aeroportul a fost tranzitat în 2021 de 2.242.326 de pasageri. A fost deschis în 1968 și numit după Dimitri Mendeleev.
Situat la o altitudine de 113 m, aeroportul dispune de 2 piste.

## Infrastructură

### Piste
Aeroportul dispune de 2 piste. Pista 03/21 are suprafața de beton și dimensiunile 3.000 m × 45 m. Pista 12/30 are suprafața de asfalt și dimensiunile 2.700 m × 50 m. 